# Тёсовское городское поселение
 Тёсовское городское поселение — упразднённое с 1 апреля 2014 года муниципальное образование в Новгородском районе Новгородской области России.
Административным центром был рабочий посёлок Тёсовский.
Территория прежнего поселения расположена на северо-западе Новгородской области, в районе Тёсовских болот в которых осуществляется добыча и переработка торфа.
Тёсовоское городское поселение было образовано в соответствии с законом Новгородской области от 11 ноября 2005 года № 559-ОЗ. 1 апреля 2014 года областным законом № 533-ОЗ Тёсово-Нетыльское городское поселение и Тёсовское городское поселение были преобразованы во вновь образованное муниципальное образование Тёсово-Нетыльское сельское поселение с определением административного центра в посёлке Тёсово-Нетыльский.

## Населённые пункты
Посёлок Тёсовский и деревня Заболотье
| 2010 | 2012 | 2013 | 2014 |
| ---- | ---- | ---- | ---- |
| 934  | ↘883 | ↘831 | ↘787 |